# Сухарто
Хаджі́ Мохаме́д Суха́рто (індонез. Haji Muhammad Soeharto; 8 червня 1921 — 27 січня 2008) — індонезійський військовий і державний діяч. Президент Індонезії в 1966–1998 роках. y 2004 році був названий Transparency International найбільш корумпованим світовим лідером за останні 20 років.

## Біографія
Народився 8 червня 1921 в сім'ї дрібного чиновника в селі Кемусук султанату Джок'якарта (Центральна Ява). Працював клерком в банку.
Поступивши на військову службу в голландську колоніальну армію (1940—1942) отримав чин сержанта, в сформованій японцями армії (1943—1945) став командиром роти. Під час війни за звільнення від голландського панування (1945—1949) командував батальйоном. В кінці 1950-х років став командиром дивізії, в 1960 — командиром бригади, ще через два роки йому було присвоєне звання генерал-майора. Останніми роками правління президента Сукарно (1963—1965) Сухарто очолював Стратегічне командування індонезійської армії.
У 1965 році на посту начальника Генштабу Сухарто розкрив і придушив комуністичну змову, яку, за низкою свідчень, сам і замислив. Під час невдалого путчу лівих сил 30 вересня 1965 виявився вищим за званням армійським офіцером, що залишився в живих або не був захопленим повсталими. Відповідальність за путч була покладена на компартію Індонезії за підтримки президента Сукарно, і в тих, що наступні півроку зі схвалення Сухарто були зміщені зі своїх посад і вбиті від півмільйона до мільйона індонезійців, яких підозрювали в зв'язках з комуністами.

## Прихід до влади
Скориставшись антикомуністичними демонстраціями студентів, Сухарто в березні 1966 узяв на себе керівництво урядом, в березні 1967 був оголошений виконувачем обов'язків президента, а в березні 1968 вибраний президентом. У 1973, 1978, 1983, 1988, 1993 і 1998 переобирався на пост голови держави. Створена ним правляча партія Голкар на парламентських і місцевих виборах незмінно отримувала більшість голосів. У країні фактично встановився режим авторитарної влади з домінуванням військових у всіх областях суспільного життя. В кінці 1975 індонезійські війська окупували Східний Тимор, колишню португальську колонію, на яку претендувала Індонезія, що вважала її своєю відвічною провінцією.
Іншим кроком диктатора стало скасування рішення батька–засновника незалежної Індонезії Сукарно про націоналізацію нафтових компаній, що належали американцям. Це породжує стійкі чутки про причетність Сухарто до ЦРУ. Клан Сухарто крім того звинувачували в корупції і сімейності. Статки диктатора росли незважаючи на всі потрясіння, яких зазнавала Індонезія.
Після відходу Португалії зі Східного Тимору в 1975 році, велику частину острова займають індонезійські війська. Це призводить до тривалої і кривавої громадянської війни. Війна тривала до самої відставки генерала Сухарто з вищого поста в державі.
Азійська фінансова криза 1997 року мала погані наслідки для Індонезійської економіки і суспільства і для режиму Сухарто. Індонезійська валюта, рупія, впала в ціні. Діяльність Сухарто була піддана уважному перегляду міжнародними позичальниками, головним чином Світовим Банком, МВФ і США, через тривале привласнення фондів і деяку протекціоністську політику. У грудні 1997 р. уряд Сухарто підписав протокол намірів в МВФ, в якому зобов'язався провадити заходи зменшення затрат, зокрема зменшення фінансування суспільних послуг і припинення субсидій, в обмін на отримання допомоги від МВФ та інших фінансових донорів.
З початку 1998 р, заходи зменшення затрат схвалені Сухарто почали роз'їдати місцеву довіру до уряду. Ціни на головні предмети торгівлі, як наприклад гас і рис, і ціни на суспільні послуги, зокрема на навчання, різко зросли. Наслідки були загострені поширеною корупцією.
Сухарто виставив свою кандидатуру (у сьомий раз) на вибори в березні 1998, виправдуючи необхідність лідерства протягом кризи. Як і в минулі роки, він не мав опозиційного кандидата на виборах. Це викликало протести і бунти по всій країні, які зараз називають Індонезійською Революцією 1998 року. Розбіжність в поглядах в рядах його власної партії «Голкар» і військовиків ще більш ослабила Сухарто, і 21 травня 1998 він пішов у відставку. Його замінив його заступник Юсуф Хабібі (індонез. Jusuf Habibie).

## Після відставки
Після відставки Сухарто його кілька разів намагалися притягати до судової відповідальності за корупцію і інші злочини. Проте до процесу справа не дійшла в зв'язку з похилим віком підозрюваного і слабким станом здоров'я. У січні 1998 року журнал «Форбс» оцінив статок клану Сухарто в 16 мільярдів доларів. Експерти ЦРУ вважають, що сума набагато вища: 35 мільярдів.